# Újezd (Zlín)
Újezd é uma comuna checa localizada na região de Zlín, distrito de Zlín.